# Rallye Mexiko 2008

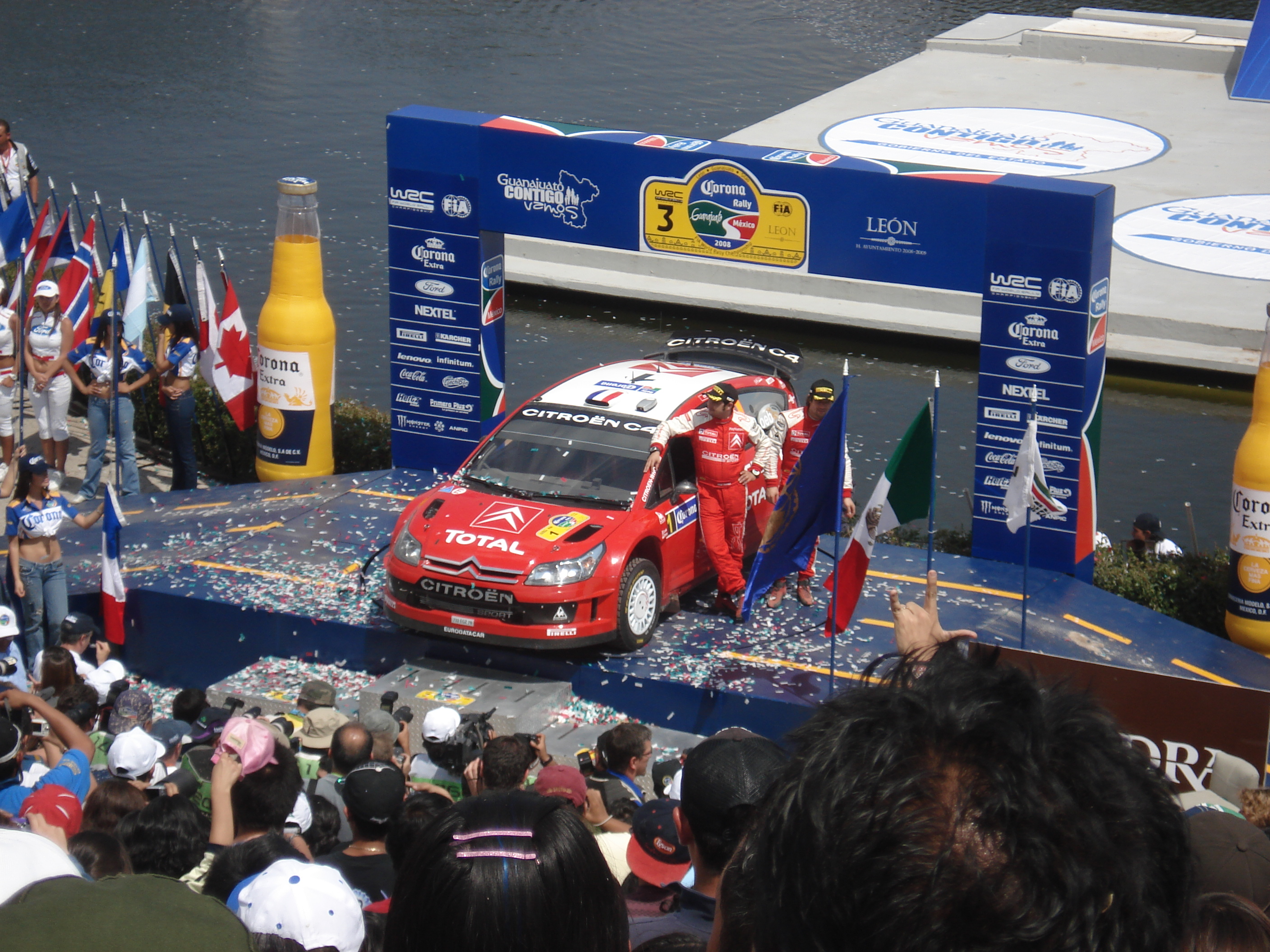
Sébastien Loeb und Daniel Elena mit dem Citroën C4 auf dem Siegerpodium.

Die 5. Rallye Mexiko war der dritte von 15 FIA-Weltmeisterschaftsläufen 2008. Die Rallye bestand aus 20 Wertungsprüfungen und wurde zwischen dem 28. Februar und dem 2. März ausgetragen. Die 18. Wertungsprüfung musste aus Sicherheitsgründen gestrichen werden, weil sich zu viele Zuschauer an der Straße drängten.

## Klassifikationen

### Endresultat
| Pos    | Fahrer             | Co-Pilot            | Auto               | Zeit      | Rückstand | Punkte |
| WRC    | WRC                | WRC                 | WRC                | WRC       | WRC       | WRC    |
| ------ | ------------------ | ------------------- | ------------------ | --------- | --------- | ------ |
| 01     | Sébastien Loeb     | Daniel Elena        | Citroën C4 WRC     | 3:33:29.9 | 0:00:00.0 | 10     |
| 02     | Chris Atkinson     | Stéphane Prévot     | Subaru Impreza WRC | 3:34:36.0 | 0:01:06.1 | 08     |
| 03     | Jari-Matti Latvala | Miikka Anttila      | Ford Focus RS WRC  | 3:35:09.6 | 0:01:39.7 | 06     |
| 04     | Mikko Hirvonen     | Jarmo Lehtinen      | Ford Focus RS WRC  | 3:37:08.6 | 0:03:38.7 | 05     |
| 05     | Henning Solberg    | Cato Menkerud       | Ford Focus RS WRC  | 3:38:27.8 | 0:04:57.9 | 04     |
| 06     | Matthew Wilson     | Michael Orr         | Ford Focus RS WRC  | 3:39:58.8 | 0:06:28.9 | 03     |
| 07     | Federico Villagra  | Jorge Perez Companc | Ford Focus RS WRC  | 3:52:32.9 | 0:19:03.0 | 02     |
| 08     | Sebastien Ogier    | Julien Ingrassia    | Citroën C2 S1600   | 3:58:54.8 | 0:25:24.9 | 01     |
| 09     | Jaan Mölder jr.    | Frederic Miclotte   | Suzuki Swift S1600 | 4:00:26.7 | 0:26:56.8 |        |
| 10     | Michał Kościuszko  | Maciej Szczepaniak  | Suzuki Swift S1600 | 4:02:00.0 | 0:28:30.1 |        |
| JWRC   |                    |                     |                    |           |           |        |
| 1 0(8) | Sebastien Ogier    | Julien Ingrassia    | Citroën C2 S1600   | 3:58:54.8 | 0:25:24.9 | 10     |
| 2 0(9) | Jaan Mölder jr.    | Frederic Miclotte   | Suzuki Swift S1600 | 4:00:26.7 | 0:26:56.8 | 08     |
| 3 (10) | Michał Kościuszko  | Maciej Szczepaniak  | Suzuki Swift S1600 | 4:02:00.0 | 0:28:30.1 | 06     |
| 4 (12) | Aaron Burkart      | Michael Kölbach     | Citroën C2 S1600   | 4:04:56.6 | 0:31:26.7 | 05     |
| 5 (13) | Patrik Sandell     | Emil Axelsson       | Renault Clio S1600 | 4:06:40.5 | 0:33:10.6 | 04     |
| 6 (19) | Shaun Gallagher    | Clive Jenkins       | Citroën C2 S1600   | 4:14:16.0 | 1:10:46.1 | 03     |
| 7 (22) | Martin Prokop      | Jan Tománek         | Citroën C2 S1600   | 4:48:43.2 | 1:15:13.3 | 02     |
| 8 (23) | Francesco Fanari   | Massimiliano Bosi   | Citroën C2 S1600   | 4:51:28.8 | 1:17:58.9 | 01     |

### Wertungsprüfungen
| Tag                                           | WP                                            | Name            | Länge         | Start LT / MEZ                 | Gewinner                     | Co-Pilot                          | Auto               | Zeit     | Ø km/h         | Leader             |
| --------------------------------------------- | --------------------------------------------- | --------------- | ------------- | ------------------------------ | ---------------------------- | --------------------------------- | ------------------ | -------- | -------------- | ------------------ |
| Tag 1 (29. Feb.)                              | WP1                                           | Alfaro 1        | 22,96 km      | 08:28 / 15:28                  | Jari-Matti Latvala           | Miikka Anttila                    | Ford Focus RS WRC  | 14:14.6  | 96,7           | Jari-Matti Latvala |
| Tag 1 (29. Feb.)                              | WP2                                           | Ortega 1        | 23,83 km      | 09:51 / 16:51                  | Sébastien Loeb               | Daniel Elena                      | Citroën C4 WRC     | 14:11.8  | 100,7          | Jari-Matti Latvala |
| Tag 1 (29. Feb.)                              | WP3                                           | El Cubilete 1   | 18,87 km      | 10:39 / 17:39                  | Sébastien Loeb               | Daniel Elena                      | Citroën C4 WRC     | 11:51.5  | 95,5           | Jari-Matti Latvala |
| Tag 1 (29. Feb.)                              | Service Poliforum 12:04 / 19:04 Uhr (30 Min.) |                 |               |                                |                              |                                   |                    |          |                | Jari-Matti Latvala |
| Tag 1 (29. Feb.)                              | WP4                                           | Alfaro 2        | 22,96 km      | 13:02 / 20:02                  | Petter Solberg               | Phil Mills                        | Subaru Impreza WRC | 14:02.5  | 98,1           | Jari-Matti Latvala |
| Tag 1 (29. Feb.)                              | WP5                                           | Ortega 2        | 23,83 km      | 14:25 / 21:25                  | Jari-Matti Latvala           | Miikka Anttila                    | Ford Focus RS WRC  | 14:00.1  | 102,1          | Jari-Matti Latvala |
| Tag 1 (29. Feb.)                              | WP6                                           | El Cubilete 2   | 18,87 km      | 15:13 / 22:13                  | Jari-Matti Latvala           | Miikka Anttila                    | Ford Focus RS WRC  | 11:45.5  | 96,3           | Jari-Matti Latvala |
| Tag 1 (29. Feb.)                              | WP7                                           | Super Special 1 | 2,21 km       | 16:33 / 23:33                  | Petter Solberg               | Phil Mills                        | Subaru Impreza WRC | 01:41.7  | 78,2           | Jari-Matti Latvala |
| Tag 1 (29. Feb.)                              | WP8                                           | Super Special 2 | 2,21 km       | 16:38 / 23:38                  | Sébastien Loeb               | Daniel Elena                      | Citroën C4 WRC     | 01:42.0  | 78,0           | Jari-Matti Latvala |
| Tag 1 (29. Feb.)                              | Service Poliforum 17:08 / 00:08 Uhr (45 Min.) |                 |               |                                |                              |                                   |                    |          |                | Jari-Matti Latvala |
| Tag 2 (1. März)                               |                                               |                 |               |                                |                              |                                   |                    |          |                | Jari-Matti Latvala |
| Service Poliforum 07:30 / 14:30 Uhr (15 Min.) |                                               |                 |               |                                |                              |                                   |                    |          |                | Jari-Matti Latvala |
| WP9                                           | Ibarilla 1                                    | 29,90 km        | 08:24 / 15:24 | Sébastien Loeb                 | Daniel Elena                 | Citroën C4 WRC                    | 18:35.7            | 96,5     |                | Jari-Matti Latvala |
| WP10                                          | Duarte 1                                      | 23,27 km        | 09:47 / 16:47 | Sébastien Loeb                 | Daniel Elena                 | Citroën C4 WRC                    | 18:19.6            | 76,2     | Sébastien Loeb |                    |
| WP11                                          | Derramadero 1                                 | 23,28 km        | 10:38 / 17:38 | Dani Sordo                     | Marc Martí                   | Citroën C4 WRC                    | 14:04.6            | 99,2     | Sébastien Loeb |                    |
| Service Poliforum 12:03 / 19:03 Uhr (30 Min.) |                                               |                 |               |                                |                              |                                   |                    |          | Sébastien Loeb |                    |
| WP12                                          | Ibarilla 2                                    | 29,90 km        | 13:12 / 20:12 | Sébastien Loeb                 | Daniel Elena                 | Citroën C4 WRC                    | 18:21.0            | 97,8     | Sébastien Loeb |                    |
| WP13                                          | Duarte 2                                      | 23,27 km        | 14:35 / 21:35 | Dani Sordo                     | Marc Martí                   | Citroën C4 WRC                    | 17:56.2            | 77,8     | Sébastien Loeb |                    |
| WP14                                          | Derramadero 2                                 | 23,28 km        | 15:26 / 22:26 | Henning Solberg                | Cato Menkerud                | Ford Focus RS WRC                 | 13:52.9            | 100,6    | Sébastien Loeb |                    |
| WP15                                          | Super Special 3                               | 2,21 km         | 16:41 / 23:41 | Sébastien Loeb Henning Solberg | Daniel Elena Cato Menkerud   | Citroën C4 WRC Ford Focus RS WRC  | 01:41.9            | 78,1     | Sébastien Loeb |                    |
| WP16                                          | Super Special 4                               | 2,21 km         | 16:46 / 23:46 | Chris Atkinson Sébastien Loeb  | Stéphane Prévot Daniel Elena | Subaru Impreza WRC Citroën C4 WRC | 01:40.8            | 78,9     | Sébastien Loeb |                    |
| Service Poliforum 17:16 / 00:16 Uhr (45 Min.) |                                               |                 |               |                                |                              |                                   |                    |          | Sébastien Loeb |                    |
| Tag 3 (2. März)                               |                                               |                 |               |                                |                              |                                   |                    |          | Sébastien Loeb |                    |
| Service Poliforum 07:45 / 14:45 Uhr (15 Min.) |                                               |                 |               |                                |                              |                                   |                    |          | Sébastien Loeb |                    |
| WP17                                          | Leon                                          | 16,09 km        | 08:28 / 15:28 | Jari-Matti Latvala             | Miikka Anttila               | Ford Focus RS WRC                 | 10:43.3            | 90,0     | Sébastien Loeb |                    |
| WP18                                          | Guanajuatito                                  | 22,30 km        | 08:56 / 15:56 | abgesagt                       | abgesagt                     | abgesagt                          | abgesagt           | abgesagt | Sébastien Loeb |                    |
| WP19                                          | Comanjilla                                    | 17,88 km        | 10:19 / 17:19 | Mikko Hirvonen                 | Jarmo Lehtinen               | Ford Focus RS WRC                 | 10:12.7            | 105,1    | Sébastien Loeb |                    |
| WP20                                          | Super Special 5                               | 4,42 km         | 11:34 / 18:34 | Dani Sordo                     | Marc Martí                   | Citroën C4 WRC                    | 03:19.3            | 79,8     | Sébastien Loeb |                    |
| Service Poliforum 12:07 / 19:07 Uhr (10 Min.) |                                               |                 |               |                                |                              |                                   |                    |          | Sébastien Loeb |                    |

Quelle:

### Gewinner Wertungsprüfungen
| WP                     | Anzahl | Fahrer             | Auto               |
| ---------------------- | ------ | ------------------ | ------------------ |
| 2, 3, 8–10, 12, 15, 16 | 8      | Sébastien Loeb     | Citroën C4 WRC     |
| 1, 5, 6, 17            | 4      | Jari-Matti Latvala | Ford Focus RS WRC  |
| 11, 13, 20             | 3      | Dani Sordo         | Citroën C4 WRC     |
| 4, 7                   | 2      | Petter Solberg     | Subaru Impreza WRC |
| 14, 15                 | 2      | Henning Solberg    | Ford Focus RS WRC  |
| 16                     | 1      | Chris Atkinson     | Subaru Impreza WRC |
| 19                     | 1      | Mikko Hirvonen     | Ford Focus RS WRC  |

### Fahrer-WM nach der Rallye
| Pos. | Fahrer             | Punkte |
| ---- | ------------------ | ------ |
| 1    | Mikko Hirvonen     | 21     |
| 2    | Sébastien Loeb     | 20     |
| 3    | Jari-Matti Latvala | 16     |
| 4    | Chris Atkinson     | 14     |
| 5    | Gigi Galli         | 9      |

### Team-Weltmeisterschaft
| Pos. | Team        | Punkte |
| ---- | ----------- | ------ |
| 1    | Ford WRT    | 37     |
| 2    | Citroën WRT | 25     |
| 3    | Subaru WRT  | 25     |
| 4    | Stobart WRT | 19     |